# Campionato italiano di hockey su ghiaccio 1963-1964
Il campionato italiano di hockey su ghiaccio 1963-1964 è stato organizzato dalla FISG.

## Serie A

### Formazioni
Il torneo viene ulteriormente allargato risultando iscritte 6 formazioni: il Torino viene ammesso dalla Commissione Tecnica dopo la rinuncia forzata dell'Alleghe, vincitore del Campionato di Promozione (il torneo della serie cadetta).

Partecipano al campionato quindi: Cortina, HC Bolzano, Ortisei, Diavoli Milano, SSV Bolzano e Torino.

### Formula
Il regolamento prevede un girone eliminatorio e uno finale, al quale accedono le prime 3 classificate che mantengono i punti acquisiti nella prima fase; in entrambi i gironi sono previste partite di andata e di ritorno.

### Campionato
I Campioni d'Italia del Bolzano confermano la squadra della stagione precedente, mentre a Cortina sbarca Jack Siemon che già nelle prime amichevoli mette in mostra le proprie doti; i Diavoli Milano rafforzano la difesa con Bill Dobbyn e a campionato in corso e per rinfoltire il roster, ingaggiano Enrico Benedetti dal Cortina. La forte linea d'attacco ABC (Agazzi-Branduardi-Crotti), causa impegni di lavoro, non assicura la presenza costante; viene riconfermato anche il forte attaccante Bryan Whittal. La squadra che tuttavia si rafforza maggiormente è il Sudtiroler Sportverein di Bolzano, che ingaggia il canadese Garnett Vasey e i nazionali Edmondo Rabanser (dall'Ortisei) e Giorgio Zerbetto (dal Bolzano). Al contrario, il Torino non riesce ad accordarsi con Carlo Longarini, Bragagnolo, Lalonde ed Elwin Friederich.

#### Prima Fase
La prima fase del campionato si chiude con il Cortina in testa alla classifica con 19 punti, frutto di nove vittorie e un pareggio (contro i Diavoli a Milano per 2-2), al secondo posto il Bolzano, il terzo e ultimo posto per l'accesso al Girone finale è occupato dall'Ortisei. Non si qualificano alla fase finale i Diavoli Milano, quarti, che disputano una stagione sottotono, l'SSV Bozen e il Torino, ultimo con 0 punti, che ritornava in Serie A dopo 7 anni.

#### Seconda Fase
Nella seconda fase il Cortina conferma la propria superiorità vincendo tutte le gare totalizzando 27 punti nella classifica finale. Per gli ampezzani è sesto scudetto ed il miglior campionato della sua storia. Il Bolzano perde tutte le gare, ma l'ampio margine acquisito nella prima fase gli consente di chiudere al secondo posto; l'Ortisei ottiene due vittorie, entrambe contro la squadra del capoluogo altoatesino, riscattando così le sconfitte patite nella prima fase.
La partita dove sono state segnate più reti è Cortina–Torino 20-1, giocata il 28 dicembre 1963.

##### Classifica
La Sportivi Ghiaccio Cortina vince il suo sesto scudetto.

Formazione Campione d'Italia: Isidoro Alverà - Dino Costantini - Alberto Da Rin - Gianfranco Da Rin - Bruno Frison - Paolo Gaspari - Bruno Ghedina - Ivo Ghezze - Ernesto Franceschi - Giuseppe Lorenzi - Francesco Macchietto - Giovanni Mastel - Giulio Oberhammer - Jack Siemon - Giulio Verocai.

### Classifica marcatori
Ivo Ghezze (Cortina) si aggiudica la classifica cannonieri con 14 reti, seguito da Walter Piccolruaz (Ortisei, 13 reti), Enrico Bacher (Bolzano, 13 reti), Bruno Frison (Cortina, 12 reti) e Gianfranco Da Rin (Cortina, 12 reti).